# Víctor Montserrat
Víctor Montserrat és un jugador català d'esquaix i de raquetbol, nascut a Sant Joan Despí, Baix Llobregat.
Com a jugador de raquetbol s'ha proclamat campió d'Europa l'any 2007 a Brembate (Itàlia), i campió d'Europa l'any 2009 a Nanterre (França). A l'Europeu de 2009, a més, també es va proclamar campió d'Europa amb Catalunya, a la competició de seleccions.
Ocupa la tercera posició en el rànquing mundial de l'IRF.
Com a jugador d'esquaix ha guanyat quatre vegades el campionat de Catalunya (1995, 96, 97 i 98) i un l'estatal (1997).

## Palmarès com a jugador de raquetbol

### Campionats d'Europa

#### Campió en individuals (2)
| Any  | Data        |                        | Oponent a la final | Resultat        |
| ---- | ----------- | ---------------------- | ------------------ | --------------- |
| 2007 | 1-4 d'agost | Campionat d'Europa '07 | Noel O'Callaghan   | 15-1,14-15,11-7 |
| 2009 | 2-9 d'agost | Campionat d'Europa '09 | Carlos Oviedo      | 15-13,15-13     |

#### Campió a la competició de seleccions nacionals (1)
| Any  | Data        |                        | Oponent a la final | Resultat |
| ---- | ----------- | ---------------------- | ------------------ | -------- |
| 2009 | 2-9 d'agost | Campionat d'Europa '09 | Alemanya           | 2-1      |

### Torneigs

#### Campió en individuals (5)
| Any  | Data              | Torneig            | Oponent a la final | Resultat       |
| ---- | ----------------- | ------------------ | ------------------ | -------------- |
| 2007 | 13-14 de gener    | Obert de França    | Ian Chin           |                |
| 2007 | 2-4 de març       | Obert d'Itàlia     | Franco Illino      |                |
| 2007 | 1-4 de novembre   | Obert de Barcelona | Tim Hardison       | 7-15,15-8,11-5 |
| 2008 | 8-9 de març       | Obert d'Itàlia     | Carlos Oviedo      | 15-7, 15-3     |
| 2008 | 19-21 de desembre | Obert de Catalunya | Tim Hardison       |                |

#### Campió en dobles (2)
| Any  | Data            | Torneig            | Oponents a la final             | Parella      | Resultat        |
| ---- | --------------- | ------------------ | ------------------------------- | ------------ | --------------- |
| 2007 | 2-4 de març     | Obert d'Itàlia     | Franco Illino Cristobal Accorsi | Ivan Flores  |                 |
| 2007 | 1-4 de novembre | Obert de Barcelona | Tim Hardison Alberto Serfaty    | Ignasi Pérez | 15-13,7-15,11-9 |